# Lumea, carnea și diavolul (film)
The World, the Flesh and the Devil este un film SF american din 1959 regizat de Ranald MacDougall. În rolurile principale joacă actorii Harry Belafonte, Inger Stevens, Mel Ferrer.
Folosind o premiză științifico-fantastică despre sfârșitul lumii, filmul se bazează pe două surse: romanul The Purple Cloud de M. P. Shiel și povestirea  "End of the World" de Ferdinand Reyher.

## Prezentare
Inspectorul minier afroamerican Ralph Burton (Harry Belafonte) rămâne blocat într-o peșteră, în timp ce inspectează o mină de cărbune din Pennsylvania. El îi poate auzi pe salvatori cum sapă ca să ajungă la el, dar după câteva zile aceștia încetinesc lucrul și apoi se opresc complet. Alarmat, Ralph începe să-și sape singur drumul spre exterior. Ajuns la suprafață, el găsește o lume pustie (Niciun cadavru nu este văzut în tot filmul). Unele ziare aruncate pe jos îi oferă o explicație: o proclamație a "ONU care trece la represalii din cauza utilizării otrăvii atomice", dintr-un alt ziar citește că "Milioane de oameni au fugit din orașe! Sfârșitul lumii!". Mai târziu, la o stație radio, Ralph derulează o casetă din care află că praful de izotopi radioactivi a devenit inofensiv la cinci zile după ce a fost folosit ca o armă.
Călătorind spre New York în căutarea altor supraviețuitori, el găsește orașul pustiu. Ralph reface alimentarea cu electricitate a clădirii în care își stabilește reședința. Chiar în momentul în care singurătatea începe să devină insuportabilă, el întâlnește un al doilea supraviețuitor: pe Sarah Crandall (Inger Stevens), o femeie albă de douăzeci de ani.
Cei doi se împrietenesc repede, dar Ralph devine mai distant atunci când devine clar că Sarah se va îndrăgosti de el. În ciuda faptului că trăiesc într-o lume post-apocaliptică, el nu-și poate depăși inhibițiile insuflate lui de fosta societate americană rasistă. Ralph transmite mesaje radio în mod regulat, în speranța de a contacta și alte persoane. Într-o zi, el recepționează un semnal din Europa.
Lucrurile devin mult mai complicate atunci când un bolnav, albul Benson Thacker (Mel Ferrer), sosește cu barca. Ralph și cu Sarah îl tratează până se însănătoșește, dar odată ce Benson  își revine, el pune ochii pe Sarah și îl consideră pe Ralph ca pe un rival. Ralph este sfâșiat de emoții contradictorii. El o evită pe Sarah cât mai mult posibil, pentru a-l lăsa pe Ben s-o facă pe Sarah să se îndrăgostească de el, dar nu se poate convinge pe el însuși să părăsească orașul.
În cele din urmă Ben nu mai poate suporta întreaga situație, realizând că are puține șanse cu Sarah atâta timp cât prin apropiere se află Ralph. El îl avertizează pe Ralph că data viitoare când îl vede va încerca să-l omoare. Cei doi bărbați înarmați se vânează reciproc pe străzile goale. În cele din urmă, Ralph trece pe lângă un monument pe care era inscripționat un citat biblic din Cartea lui Isaia 2:4: „...din săbiile lor își vor făuri fiare de plug, și din sulițele lor cosoare; niciun popor nu va mai scoate sabia împotriva altuia și nu vor mai învăța războiul.”. El își aruncă pușca și merge neînarmat să se confrunte cu Ben, care, la rândul său, nu poate trage în dușmanul său. Învins, el încearcă să plece, în timp ce Sarah apare. Atunci când Ralph îi face semn să nu vină spre el, ea îl apucă de mână, apoi îl cheamă pe Ben pe care îl apucă cu cealaltă mână. Împreună, toți trei merg pe stradă pentru a construi un viitor nou împreună. Filmul se încheie, nu cu "Sfârșit" ci cu [un nou] "Început".

## Actori
- Harry Belafonte – Ralph Burton
- Inger Stevens – Sarah Crandall
- Mel Ferrer – Benson Thacker

## Premiera în diferite țări
- Statele Unite - 20 mai 1959
- Suedia - 9 septembrie 1959
- Germania de Vest - 11 septembrie 1959
- Austria - octombrie 1959
- Finlanda - 4 decembrie 1959
- Franța - 30 mai 2007 (relansare)

## Despre film
Fiind o reflecție cu privire la pericolul nuclear dar și al rasismului, filmul oferă imagini surprinzătoare cu un New York pustiu. În acest scop, filmările au trebuit să aibă loc în zori, prin blocarea traficului, metodă care a fost folosită din nou în 1997, la o scenă celebră din filmul The Devil's Advocate (Avocatul diavolului).